# Happy Meal
 (septembre 2017).
Si vous disposez d'ouvrages ou d'articles de référence ou si vous connaissez des sites web de qualité traitant du thème abordé ici, merci de compléter l'article en donnant les références utiles à sa vérifiabilité et en les liant à la section « Notes et références ».

Logo du Happy Meal.

Le Happy Meal (littéralement en français : « Repas joyeux ») ou Joyeux festin au Québec et au Nouveau-Brunswick est un menu alimentaire pour enfants vendu par la chaîne de restauration rapide McDonald's depuis juin 1979.
Le Happy Meal se présente de manière générale dans une boîte fantaisiste en carton ou dans un sachet en papier, et est le plus souvent accompagné d'un jouet thématique distribué en édition limitée.
Le premier Happy Meal apparut en 1979 avec pour thème Circus Wagon Happy Meal composé d'un simple hamburger ou cheeseburger, de frites, d'un cookie et d'une boisson. À l'époque, son prix était d'un dollar américain et contenait plusieurs petits accessoires pour enfants (crayons, gomme, etc.).
Aujourd'hui, le Happy Meal est souvent vecteur de la promotion de la sortie d'un film avec un jouet en rapport avec ce dernier. Le tout premier partenariat avec un film eut lieu en décembre 1979 avec la promotion de Star Trek, le film.
Pour des raisons qui sont propres à la situation de chaque pays, McDonald's utilise soit la forme non traduite Happy Meal, soit une traduction dans la langue locale (« Joyeux festin » au Québec, au Nouveau-Brunswick, etc., Cajita feliz en Amérique latine hispanophone, etc.). En France, le nom Happy Meal est quant à lui utilisé (après s'être appelé Pic'Mac dans un premier temps).
Un Happy Meal pour adulte a été commercialisé en collaboration avec Kerwin Frost en décembre 2023. La boîte en question porte le nom de l’artiste soit “Kerwin Frost box”. Comme les joyeux festins traditionnels, la boîte contient un repas accompagné d’un jouet qui reprend les figurines de la chaîne de restauration. De la “merch” additionnelle est aussi commercialisée au même moment. Cette nouvelle offre est disponible aux États-Unis, au Canada et à certains autres endroits.

## Contenu alimentaire
Le menu Happy Meal propose aux enfants des aliments qui leur sont plus adaptés au niveau gustatif et nutritionnel par rapport aux autres menus des restaurants McDonald's. Le contenu du Happy Meal se divise alors en trois éléments :
- une petite portion de frites ou de potatoes. Dans certains pays, sont aussi ajoutés des glaces ou des yaourts (« yogourts » au Québec et au Nouveau-Brunswick) à boire[5];

- une petite boisson au choix ;

- un hamburger, un cheeseburger, un Croque McDo, un McFish, une recette végétarienne (si disponible) ou quatre Chicken McNuggets (McCroquettes au Québec et au Nouveau-Brunswick)[6].

Certains menus sont adaptés aux coutumes locales comme au Canada où un happy meal peut être composé non pas d'un burger mais de crêpes accompagnées de beurre et de sirop.
Aux États-Unis, en Grande-Bretagne, au Canada en Suisse et en Italie, ainsi que dans d'autres pays, McDonald's a récemment introduit un choix « option santé » au Happy Meal, procurant un menu plus diététique où les frites sont par exemple remplacées par des légumes comme des pommes ou des carottes.

## Jouets
Le Happy Meal n'inaugura pas la pratique de distribution d'un cadeau pour les enfants. Au Canada, avant l'apparition du Joyeux festin, cette pratique existait déjà avec la « Surprise de la semaine » où un jouet était disponible sur demande. Cette opération continua après l'apparition du Joyeux festin.

### Liste des jouets
| Date              | Nom                          | Pays       |
| ----------------- | ---------------------------- | ---------- |
| 8 février 2022    | Disney Stitch                | États-Unis |
| 10 mars 2022      | Mario Kart                   | France     |
| 28 septembre 2022 | Carte Pokémon Combat Express | France     |
| 14 décembre 2022  | Super Mario                  | France     |

## Controverses
- Le 22 juillet 2006, un millier d'ouvriers d'une usine du sud de la Chine qui fabrique des jouets pour les Happy Meal se sont révoltés et ont déclenché une émeute. Ils dénonçaient leurs conditions de travail : onze heures par jour, six jours par semaine, accumulant jusqu'à 70 heures supplémentaires par mois, soit beaucoup plus que ne le permet la législation locale qui prévoit 40 heures de travail par semaine et pas plus de 35 heures supplémentaires par mois. De plus, ils subissaient alors de nombreuses pressions de leurs employeurs : réduction de salaires pour ceux qui refusent de faire des heures supplémentaires, vacances et congés maladie non indemnisés, et frais de logement et de nourriture déduits des 75 à 100 dollars qu'ils gagnent chaque mois. L'armée et des unités anti-émeutes sont intervenues pour rétablir le calme. « McDonald's examine cette affaire », a indiqué un responsable de la communication de la chaîne[9].